# خدش (إب)
خدش هي إحدى قرى الجمهورية اليمنية. تتبع جغرافيا لمحافظة إب وإداريًا لمديرية القفر. يبلغ تعداد سكانها 948 نسمة حسب الإحصاء الذي أجري عام 2004.